# Cenobio Aguilar
Cenobio Aguilar es una localidad del estado mexicano de Chiapas. Es parte del municipio de Salto de Agua.

## Demografía
| Gráfica de evolución demográfica |
|                                  |

| Censo | Población |
| ----- | --------- |
| 1921  | 288       |
| 1930  | 220       |
| 1940  | 178       |
| 1950  | 220       |
| 1960  | 276       |
| 1970  | 592       |
| 1980  | 506       |
| 1990  | 756       |
| 2000  | 946       |
| 2010  | 1 006     |
| 2020  | 1 420     |